# Синельников, Валентин Иванович
Валенти́н Ива́нович Сине́льников (19 июля 1923, село Чераул — 2 октября 2005, Липецк) — создатель музея С. Есенина в городе Липецке, почётный гражданин Липецка.

## Биография
Родился 19 июля 1923 года в башкирском селе Чераул. Вскоре после рождения семья переехала в Липецк. После окончания школы в 1941 году был призван в армию. Его отправили в военно-пехотное училище в Благовещенске, по окончании которого в 1942 году в звании лейтенанта он был отправлен на дальневосточный фронт.
После войны некоторое время был комендантом на острове Итуруп, служил в других частях страны. Был награждён двумя орденами и несколькими медалями. В 1958 году был уволен со службы по здоровью в звании капитана и вернулся в Липецк.
В начале 1970-х годов открыл у себя в квартире музей жизни и творчества С. Есенина. Занимался популяризацией его творчества. Был сторонником открытия в городской школе № 69 музея поэта в 1995 году, присвоения ей имени Есенина в 1997 году и инициатором установки памятника на её территории в 2002 году. Также по его инициативе внутриквартальный проезд, проходящий возле школы получил название «Бульвар Есенина».
За свою деятельность в 1997 году был удостоен звания «Заслуженный работник культуры РФ» и в том же году был выбран «Почётным гражданином Липецка». Умер 2 октября 2005 года.

## Музей Есенина
С творчеством С. Есенина В. И. Синельников познакомился во время службы в 1950-х годах. В 1967 году приобрёл собрание сочинений поэта и начал собирать коллекцию предметов, связанных с его жизнью и творчеством. С 1970 года, когда коллекция стала достаточно большой, открыл домашний музей.
В 1990 году вместе с музеем переехал в бо́льшую квартиру, выделенную ему специальным решением горсовета Липецка. 3 октября 2006 года спустя год после смерти своего создателя музей С. Есенина был открыт в Центральной городской библиотеке г. Липецка, куда перевезли большинство экспонатов, а сама библиотека стала носить имя поэта. Там же выставлены некоторые материалы о самом В. И. Синельникове. Часть экспонатов выставлена в гимназии № 69, где находится филиал музея и памятник поэту.